# Татыш (озеро, Башкортостан)
Татыш (баш. Татыш, от антропонима Татыш) — озеро в Башкортостане, в Илишевском районе, на левом берегу реки Белой в окрестностях ст. Старый Татыш (деревни Старотатышево).
Памятник природы (с 1965 года). Площадь охраняемой зоны: 38,0 га.
Объекты охраны: Водно-болотный комплекс с типичной фауной и растительностью. Побережье зарастает камышом озёрным, рогозом широколистным, стрелолистом обыкновенным и др., в озере — кубышка жёлтая, виды рдеста
Редкие виды животных (лебедь-шипун, серая цапля).
Назначение ОПТ:
1. Охрана и рациональное использование всего природного комплекса.
2. Охрана биоразнообразия[5].

Возле озера протекает Белая, Сюнь, Старый Сюнь.